# Бородин, Олег Робертович
Олег Робертович Бородин (род. в 1954, СССР) — советский и российский историк-медиевист, книговед, доктор исторических наук, профессор, ведущий научный сотрудник Института всеобщей истории РАН.
В область научных интересов входят библиотековедение, книговедение, история Средних Веков. Автор более чем 200 публикаций разного рода, включая 6 книг, среди которых научно-популярные работы, использующееся далеко за пределами его института учебное пособие по истории библиотечного дела и учебник для вузов по истории искусств. Автор публикаций в журналах «Средние века», «Византийский временник» и других. В 1994—1998 годах был вице-президентом Российской библиотечной ассоциации.

## Список работ
- Византийская Италия в 6-8 веках (Равеннский экзархат и Пентаполь) / отв. ред. Е. П. Глушанин. Рец.: Г. Л. Курбатов, В. И. Уколова. — Барнаул: «День», 1991. — 366 с. — (Scripta Classica, Mediaevalia et Archaeologica Sibrica, т. 2). — ISBN 5-87028-005-2.
- Равенский экзархат. Византийцы в Италии / отв. ред. Г. Г. Литаврин. — СПб.: Алетейя, 2001. — 474 с. — (Византийская библиотека. Исследования). — ISBN 5-89329-440-8.
- Возникновение современной хронологии [Текст] : учеб. пособие для вузов культуры и искусств. — М.: Моск. гос. ун-т культуры и искусств, 2000. — 110 с.
- Памятники истории права : Пособие для библиотекаря и библиографа. — М.: Либерея, 2003. — 215 с. — (Приложение к журналу «Библиотека» ; 2-е полугодие 2003 г.). — 1000 экз. — ISBN 5-8197-0001-4.